# Nationalisme igbo

Le drapeau du Biafra (1967-1970) est parfois associé au nationalisme igbo contemporain.

Le nationalisme igbo est un ensemble d'idéologies ethno-nationalistes relatives au peuple igbo du sud-est du Nigeria. Alors que le terme est défini par certains comme une recherche de l'autodétermination chez le peuple igbo, il est également soutenu qu'il fait référence à la préservation et à la renaissance de la culture igbo (en) et, pour d'autres, au développement de l'Igboland dérivé de la philosophie Aku luo uno, qui signifie « la richesse construit la maison ».

## Histoire

### Période coloniale
Le peuple igbo a été uni dans le cadre de ce qu'on appelle aujourd'hui le Nigeria en 1914. À travers le processus d'intégration, la souveraineté des Igbo a été limitée par rapport à celle de la puissance coloniale britannique. Cependant, alors que la pratique du colonialisme s'estompe en popularité, les intellectuels igbos se sont engagés dans la formation de partis politiques. Le premier parti national, le Conseil national du Nigeria et du Cameroun (NCNC), a été fondé en 1944 et dirigé par le journaliste et futur président Nnamdi Azikiwe. Homme d'ascendance igbo, Azikiwe a été perçu comme une figure distinctement igbo par opposition à un panafricaniste ou un nationaliste nigérian (en). Ainsi, les activités de la NCNC représentaient l'émergence d'un nationalisme igbo organisé, moyen par lequel ses intérêts politiques pouvaient être défendus.
En conséquence, la politique de l'Union fédérale igbo (IFU), créée en 1936, a été alignée avec celle de la NCNC afin d'élargir la portée de la charte des libertés de cette organisation, et de définir un programme officiel pour les différentes organisations igbo. L'Union fédérale igbo est devenue l'Union étatique igbo (ISU) à la suite de cette fusion. Bien que cette charte ne mentionne pas la formation d'un État indépendant, les élites politiques igbo ont utilisé cette structure pour faire valoir leurs intérêts dans une lutte hautement régionalisée pour l'indépendance du Nigeria.

### Période post-coloniale
Après le succès du mouvement indépendantiste au Nigéria en 1960, le pays est resté profondément divisé selon les ethnies et les régions. À la suite du pogrom anti-igbo de 1966 qui a eu lieu dans le nord et l'ouest du pays, de nombreux Igbo ont fui leurs foyers ancestraux dans d'autres régions pour se réfugier dans l'est du pays, principalement d'ethnie igno. Dans ce contexte d'insécurité, les régions de l'Est réclamaient plus d'autonomie au sein d'un système fédéral moins restrictif. Le lieutenant-colonel Odumegwu Emeka Ojukwu, gouverneur militaire, a engagé des négociations avec le gouvernement militaire du pays dirigé par le major-général Yakubu Gowon. Grâce à ces négociations, qui ont été définies dans l'Accord d'Aburi (en), les deux parties ont souffert d'une différence d'interprétation quant à la question de savoir si le gouvernement militaire fédéral avait fait la transition vers un gouvernement militaire confédéral. Après que ces politiques n'ont pas été instituées, Ojukwu a déclaré l'indépendance de la république fédérale du Nigeria et la création de la république du Biafra en 1967. Ainsi a commencé la guerre du Biafra qui a duré de 1967 à 1970 et s'est terminée par la dissolution de la république tentée.

### Période contemporaine
Les Igbos d'aujourd'hui constatent et déplorent l'exclusion et la marginalisation des politiciens igbos des hautes fonctions politiques à la suite de la guerre civile. En fait, le dernier chef d'État igbo était le major général Johnson Aguiyi-Ironsi, chef d'État militaire nommé après le coup d'État de 1966. En outre, les nominations militaires et politiques de 1979 à 2013 ont largement négligé les candidats igbo.
À la lumière de cette question et d'autres, plusieurs groupes nationalistes igbo contemporains ont émergé, offrant des visions différentes de l'autonomie politique igbo. Des groupes comme le Mouvement pour l'actualisation de l'État souverain du Biafra (en) (MASSOB) plaident pour la revitalisation du projet du Biafra, ou un État igbo souverain. Contrairement à la stratégie essentiellement militaire de l'ère précédente du nationalisme igbo, le groupe s'appuie sur des tactiques non-violentes dans sa stratégie politique.